# Franz Schauwecker
Franz Wilhelm Herrmann Schauwecker (* 26. März 1890 in Hamburg; † 31. Mai 1964 in Günzburg) war ein deutscher Schriftsteller und Publizist.

## Leben
Franz Schauwecker, der Sohn des Zollbeamten Paul Schauwecker, besuchte zunächst eine Mädchenschule in Putzig und anschließend Gymnasien in Kolberg, Landsberg an der Warthe, Strasburg in Westpreußen und Danzig. Die häufigen Schulwechsel waren durch die beruflichen Versetzungen seines Vaters bedingt. Seine 1895 geborene Schwester Eva wurde als Grafikerin und Autorin später ebenfalls bekannt. Er studierte Kunstgeschichte und Germanistik in München, Berlin und Göttingen. Im Ersten Weltkrieg trat er als Kriegsfreiwilliger in das Füsilier-Regiment Nr. 34 in Swinemünde ein und wurde im Sommer 1915 in der Schlacht am Narew schwer verwundet. Bei Kriegsende war er Leutnant der Reserve und Kompaniechef. Nach seiner Militärentlassung im Dezember 1918 lebte er bei seinen Eltern und betätigte sich schriftstellerisch. Ein Durchbruch gelang ihm bereits 1919 mit dem als „Frontbuch“ konzipierten Kriegsroman Im Todesrachen. Die deutsche Seele im Weltkriege. In mehreren weiteren Werken propagierte er den deutschen Soldaten als Vorkämpfer eines kommenden neuen Reiches. Sein mit Kriegsbeginn unterbrochenes Universitätsstudium nahm er nicht wieder auf und erlangte zeitlebens keinen akademischen Abschluss.
Wie Friedrich Hielscher und Ernst Jünger, mit dem er sich nach dessen Erfolgsbuch In Stahlgewittern ab 1921 anfreundete und zeitweise Die Standarte – Beiträge zur geistigen Vertiefung des Frontgedankens, ein schrilles Kampforgan des Stahlhelmbundes, herausgab, gilt er als Vertreter des „Neuen Nationalismus“ und wird als einer der Wegbereiter des Nationalsozialismus in der Literatur angesehen. Zu seinem Roman Der feurige Weg (1926) schrieb Jünger als Herausgeber auch das Vorwort. Exponierter noch als Jünger wurde Schauwecker zu einer zentralen Figur in der Debatte um die Deutung des Ersten Weltkriegs in der Weimarer Republik, in der er den deutschnational-kulturrevolutionären und radikal nationalistischen Standpunkt vertrat. Sein Bildband So war der Krieg, der in einer neuartigen Konzeption großformatige Kriegsfotografien, meistenteils aus amtlichen Quellen, mit essayartig kommentierenden Kurztexten verband, erreichte trotz seines vergleichsweise hohen Preises eine hohe Auflage. Einem breiten Publikum bekannt wurde Schauwecker schließlich vor allem durch seinen Roman Aufbruch der Nation (1929), in dem er den häufig zitierten Satz formuliert: „Wir mußten den Krieg verlieren, um die Nation zu gewinnen.“ Der Text offenbart einige Elemente, die ihn nach den Kriterien Ralf Schnells als nationalsozialistische Literatur ausweisen. In einem Tagebucheintrag von Joseph Goebbels, damals NSDAP-Gauleiter von Berlin und später Propagandaminister des NS-Staates, heißt es am 10. November 1929 über den Roman: „Ein hinreißendes Buch. Mir kamen die Tränen. Einzelne Szenen geradezu meisterhaft. Ich lese es mit Begierde weiter.“ Als er Schauwecker knapp ein Jahr danach persönlich kennen lernte, hielt Goebbels seinen Eindruck weniger positiv fest und beurteilte ihn ähnlich wie Jünger als selbstverliebt und schwer einzugliedern. Dennoch hielt er Schauweckers Werk für die Propaganda des Nationalsozialismus für wichtig.

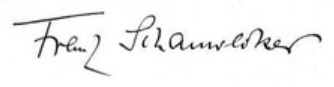
Unterschrift von Franz Schauwecker

Schauwecker war seit 1926 mit Gertrud Luise Schauwecker geb. Villwock, genannt „Käte“ († 1979), verheiratet und lebte spätestens ab 1930 fest in Berlin. Ab Dezember 1925 bis zum Verkauf des Verlages 1936/37 war er als Lektor und Herausgeber für Franz Seldtes Frundsberg-Verlag tätig. 1931 war er Mitglied in der Gesellschaft zum Studium des Faschismus. Sein im gleichen Jahr erschienener Roman Deutsche allein fordert einen starken politischen Führer, der in Deutschland ohne Rücksicht auf demokratische Institutionen regieren soll. 1932 wurde er Vorsitzender des Nationalverbandes Deutscher Schriftsteller (NDS). Im Oktober 1933 gehörte Schauwecker zu den 88 Unterzeichnern des Gelöbnisses treuester Gefolgschaft für Adolf Hitler. Ulrich Fröschle nennt das Dokument allerdings „zweifelhaft“, und auch Joseph Wulf hielt die Liste für „kaum sehr glaubwürdig“. Die Zweifel machen sich daran fest, dass die Unterzeichner des unter Zeitdruck hergestellten Propagandamanifests von Partei- und Akademiefunktionären ausgewählt wurden und ihre Namen auf kaum transparenten Wegen auf die Unterzeichnerliste gelangten. Das soll zum Teil auch ohne Rücksprache mit den Autoren, deren Unterstützung vorausgesetzt werden konnte, oder mit deren bloß angenommener Einwilligung geschehen sein. Bei Schauwecker kommt hinzu, dass sein Vorname in der Liste falsch mit „Heinz“ angegeben ist. Ob es sich um den ebenfalls als Schriftsteller tätigen Arzt Heinz Schauwecker statt um den auch damals viel bekannteren Franz Schauwecker gehandelt haben kann, wird in der Literatur nicht erwogen.
In der Zeit des Nationalsozialismus erreichten Schauweckers Bücher hohe Auflagen. Der Titel seines bekanntesten Romans Aufbruch der Nation wurde zu einem emblematischen Slogan, der in der Sichtweise der Nationalsozialisten den Umbruch von 1933 treffend charakterisierte; zur Popularisierung dieser Idee wurden zahlreiche leicht konsumierbare Auszüge aus dem Werk in auflagenstarken Auskopplungen veröffentlicht. Den zwischen 1933 und 1938 verfassten neun Kriegsbüchern folgte der Jugendroman Thecumseh. Erhebung der Prärie, der 1938 publiziert und ebenfalls ein Erfolg wurde. Es geht um den

„(…) im Titel genannten Indianerhäuptling, in dem alle Stammesangehörigen bereits bei seiner Geburt den künftigen mächtigen Anführer sehen, der alle anderen ,an Ruhm und Rang‘ übertreffen wird. Volljährig geworden, übernimmt er die Herrschaft über seinen Stamm und führt ihn siegreich durch etliche Kämpfe gegen Feinde. Der Romanheld zeigt viele Parallelen zum realen ,Führer‘ […].“

Um das Jahr 1940 kamen mehrere Prosatexte Schauweckers heraus; danach trat er erst 1944 wieder literarisch in Erscheinung mit dem Roman Der weiße Reiter (Scherl, Berlin 1944) und der mit Scherenschnitten von Eva Schauwecker illustrierten Hundegeschichte Robby (Essen, 1944). Im Herbst 1941 leistete er für drei Wochen Kriegsdienst.
Seine bewegliche Habe einschließlich Bücher und Manuskripte verbrannte während des Zweiten Weltkriegs in Berlin. Vermutlich floh Schauwecker im April 1945 vor den sowjetischen Truppen nach Bayern. Jedenfalls lebte er nach dem Krieg mit seiner Frau im bayerischen Günzburg an der Donau. Es ist davon auszugehen, dass ein Entnazifizierungsverfahren gegen Schauwecker deshalb ausblieb, weil der Schriftsteller kein Mitglied der NSDAP gewesen war.
Viele seiner Werke wurden nach Kriegsende in der Sowjetischen Besatzungszone und der Deutschen Demokratischen Republik auf die Liste der auszusondernden Literatur gesetzt. Nach 1945 veröffentlichte Schauwecker keine Bücher mehr. Allerdings druckten verschiedene Zeitungen kürzere Erzählungen von ihm und er hielt wohl auch Vorträge im Volksbildungswerk Günzburg. Zudem schrieb er Anfang der 1950er Jahre an einem bis heute nicht erschienenen Werk über die Zeit von 1933 bis zu seiner Gegenwart. Rückblickend äußerte sich Schauwecker über die unmittelbar vergangene Zeit wie folgt:

„Ich habe mich von diesen letzten Jahren nur abgestoßen gefühlt, wahrscheinlich weil ich mit ihnen nicht ins Reine gekommen bin, wobei ich mir sage, daß es eine sehr schwierige Sache sein wird, mit den Vorgängen dieser Jahre ins Reine zu kommen (…).“

Franz Schauwecker starb am 31. Mai 1964 in Günzburg. Ein Nachlass ist nicht erhalten.

## Werke (Auswahl)
- Im Todesrachen. Die deutsche Seele im Weltkriege 1919 Internet Archive
- Ghavati. Ein Tierroman, 1920
- Die Götter und die Welt, 1922
- Hilde Roxh, Roman, 1922
- Der feurige Weg, 1926
- So war der Krieg. 200 Kampfaufnahmen aus der Front, 1927
- So ist der Friede. Die Revolution der Zeit in 300 Bildern, 1928
- Aufbruch der Nation, 1929
- Der Spiegel, Verse, 1930
- Deutsche allein. Schnitt durch die Zeit, 1931
- Brandenburgische Fahrt, 1932
- Krieg der Deutschen, 1933
- Die Entscheidung, Schauspiel, 1933
- Die große Sage. Wikinger erleben die Welt, 1934
- Wendekreis der Liebe, 1937
- Der große Verzicht, 1938
- Der Panzerkreuzer. Kriegsfahrt, Kampf und Untergang, 1938
- Thecumseh. Erhebung der Prärie, 1938
- Vor dem Sturmangriff, 1940
- Einer von vielen, 1940
- Füsilier Lehmann IV., 1940
- Mann zwischen heute und morgen, Roman, 1940
- Der weiße Reiter, Roman, 1944
- Robby, 1944